# Jiří Pavlov
Jiří Pavlov (2. dubna 1943 – 19. července 2008) byl český politik a učitel, bývalý senátor za obvod č. 56 – Břeclav a bývalý člen ODS.

## Vzdělání, profese a rodina
Pracoval jako učitel na ZŠ Slovácká v Břeclavi. Po roce 1990 působil jako zástupce přednosty Okresního úřadu v Břeclavi, kterého později ve funkci vystřídal. Byl jím až do svého zvolení senátorem v roce 1996.

## Politická kariéra
Nejdříve se angažoval v Občanském fóru, patřil mezi zakladatele břeclavské ODS. Ve volbách 1996 se stal členem horní komory českého parlamentu, když v obou kolech porazil sociálního demokrata Tomáše Krejčiříka. V senátu zasedal v Ústavně-právním výboru, působil v předsednictvu senátorské frakce ODS. V letech 1998-2000 zastával funkci místopředsedy Mandátového a imunitního výboru. V dubnu 2000 vystoupil z ODS. Ve volbách 2000 svůj mandát neobhajoval.